# سنتر پوینت (شهرستان هوارد، آرکانزاس)
سنتر پوینت (به انگلیسی: Center Point) یک منطقهٔ مسکونی در ایالات متحده آمریکا است که در شهرستان هوارد، آرکانزاس واقع شده‌است. سنتر پوینت  ۱۸۱٫۰۵ متر بالاتر از سطح دریا واقع شده‌است.